# Голяков, Михаил Николаевич
Михаи́л Никола́евич Голяков (19 ноября 1910 — 25 июня 1977) — Герой Советского Союза, артиллерист, старший сержант.

## Биография
Михаил Николаевич Голяков родился 19 ноября 1910 года в городе Грязовец Вологодской области в семье рабочего. Русский. Образование начальное. Работал шофёром.
В Советскую Армию призван в мае 1942 и направлен в действующую армию.
Наводчик орудия 1118-го стрелкового полка (333-я стрелковая дивизия, 12-я армия, Юго-Западный фронт) старший сержант Голяков отличился 26 сентября 1943 года в боях при форсировании Днепра южнее города Запорожье (Украина). Расчёт орудия поддерживал огнём переправу подразделений полка, а затем сам переправился через реку. Дважды вражеская пехота и танки контратаковали наши позиции на плацдарме, но артиллеристы успешно их отбивали. Свыше 20 солдат противника, 2 орудия и 2 автомашины были уничтожены расчётом. Занимаемый плацдарм был удержан.
Звание Героя Советского Союза присвоено 22 февраля 1944 года.
В конце 1945 демобилизован. Жил в Вологде. Работал слесарем на авторемонтном заводе. Умер 25 июня 1977 года.

## Из представления к наградам
- К ордену Красной Звезды

Расчёт старшего сержанта ГОЛЯКОВА в боях за город Запорожье и его подступах действуя в боевых порядках пехоты отразил две танковых атаки противника, подбил один немецкий танк, подавил две пулемётные точки, разбил три ДЗОТа, отразил три контратаки пехоты противника и рассеял до роты пехоты противника.
Ходатайствую о награждении старшего сержанта ГОЛЯКОВА орденом «ОТЕЧЕСТВЕННАЯ ВОЙНА» 2-й степени.
Командир 1118 стрелкового полка
капитан СТРИЖЕЧЕНКО
28 октября 1943 года

- К званию Герой Советского Союза

26 ноября 1943 года при форсировании реки Днепр и овладении плацдармом на правом берегу, старший сержант Михаил Николаевич ГОЛЯКОВ огнём своего орудия поддерживал переправу пехоты через Днепр, уничтожив при этом 5 пулемётных точек противника и до 20 солдат.
Оказав поддержку переправляющейся пехоте, старший сержант ГОЛЯКОВ не взирая на отсутствие перевозочных средств, спаровав две лодки начал переправу орудия под сильным артиллерийско-миномётным и пулемётным обстрелом противника, и переправившись выкатил орудие силами расчёта, установил орудие на огневой позиции и открыл огонь по противнику прямой наводкой, чем вынудил к отступлению немцев и дал возможность нашей пехоте продвигаться вперёд.
Старший сержант ГОЛЯКОВ огнём своего орудия отразил две контратаки пехоты противника с танками и одну танковую атаку, уничтожив при этом до 20 фрицев, 2 орудия и 2 автомашины противника.
Старший сержант ГОЛЯКОВ своим личным примером заражал расчёт на мужественное сопротивление во время контратак противника и переходу в наступление нашей пехоты, поддерживая её огнём своего орудия, тем самым обеспечил выполнение пехотой боевого приказа командования.
Ходатайствую о награждении старшего сержанта Голякова за умелое использование своего орудия, проявленное при этом мужество и геройство, а также за находчивость при форсировании реки — высшей правительственной наградой: присвоением звания ГЕРОЯ СОВЕТСКОГО СОЮЗА.
Командир 1118 стрелкового полка майор МЯКОТИН.
ноября 1943 года

## Награды
- Герой Советского Союза с вручением Ордена Ленина и медали Золотая Звезда № 2687 (22.02.1944).
- Орден Красной Звезды (28.10.1943).
- Медали.

## Память
- Именем Героя названа средняя школа в Вологде.